# Euconnus pragensis maderae
Euconnus pragensis maderae é uma subespécie de insetos coleópteros polífagos pertencente à família Scydmaenidae.
A autoridade científica da subespécie é Franz, tendo sido descrita no ano de 1962.
Trata-se de uma subespécie presente no território português.